# Anna Smoleńska
Anna Smoleńska detta anche Hanka o Hania (Varsavia, 28 febbraio 1920 – Campo di concentramento di Auschwitz, 19 marzo 1943) è stata una partigiana polacca.
Fu una studentessa di storia dell'arte presso l'Università di Varsavia, autrice del simbolo della Kotwica durante la seconda guerra mondiale e membro delle Schiere grigie.

## Biografia
Figlia di Eugenia Szwarc, ingegnere chimico, e di Kazimierz Smoleński, professore di chimica all'Università tecnologica di Varsavia, nel 1938 si diplomò alla Juliusz Słowacki Junior High School di Varsavia, e nell'anno accademico 1938/39 iniziò a studiare storia dell'arte presso la Facoltà di Lettere e Filosofia dell'Università di Varsavia.
Dal 1931 Anna fece parte dell'Associazione polacca di scautismo e guidismo (in polacco Związek Harcerstwa Polskiego, ZHP), una delle più grandi associazioni sociali ed educative in Polonia, con oltre 200.000 membri. Dopo l'invasione della Polonia del 1939, molti aderenti alla ZHP si unirono alle milizie di difesa e formarono un'organizzazione paramilitare clandestina di resistenza al nazismo, che nel febbraio 1940 assunse il nome di Schiere grigie (Szare Szeregi).
Con questo gruppo di scout Anna, con lo pseudonimo di Hania, era attiva nell'organizzazione clandestina Wawer, con la quale partecipò a piccole azioni di sabotaggio e assunse compiti di soccorso ai detenutiː si prese cura delle famiglie degli arrestati fornendo loro messaggi segreti provenienti dalla prigione nazista di Pawiak e si occupò dell'invio di pacchi.

Nel 1942 fu ufficiale di collegamento presso il Bureau of Information and Propaganda (BIP) del quartier generale dell'organizzazione armata clandestina polacca Związek Walki Zbrojnej, più tardi Armia Krajowa (in polacco: Biuro Informacji i Propagandy (Komendy Głównej Związku Walki Zbrojnej - Armii Krajowej).

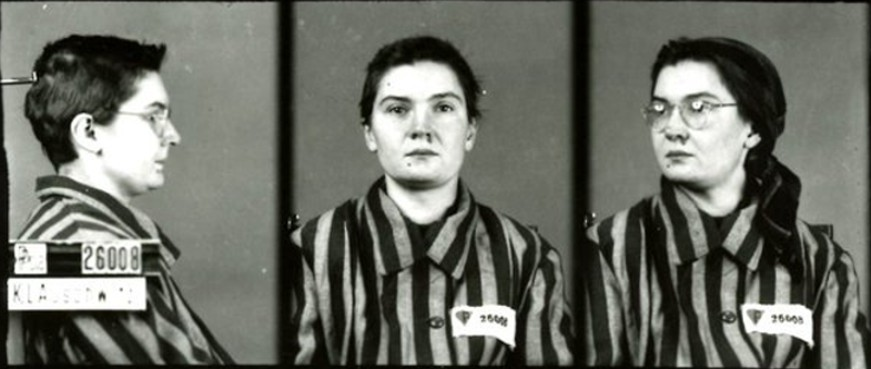
Anna Smoleńska prigioniera ad Auschwitz

Nei primi mesi del 1942 vinse il concorso indetto dal Bureau per creare il simbolo della Resistenza. Nel suo progetto, scelto fra altri 27, propose l'immagine di un'ancora, in polacco Kotwica, formata dalle due lettere PW, abbreviazione di Pomścimy Wawer  ("Vendicheremo Wawer"), per ricordare il massacro di Wawer (26–27 dicembre 1939), uno dei maggiori bagni di sangue compiuti sui civili polacchi all'inizio del conflitto mondiale. L'ancora fu posta per la prima volta sulle mura di Varsavia il 20 marzo 1942 dai membri dell'organizzazione clandestina Wawer.
Il 3 novembre 1942, dopo aver tentato inutilmente di arrestare il caporedattore del Biuletyn Informacyjny (Bollettino d'informazione), Aleksander Kamiński, e la segretaria editoriale Maria Straszewska, la Gestapo arrestò Anna Smoleńska, i genitori, la sorella e il fratello e la cognata.

Fu imprigionata nel carcere di Pawiak, e nonostante le torture a cui fu sottoposta non tradì nessuno. Condotta il 26 novembre 1942 al campo di concentramento di Auschwitz, le fu assegnato il numero 26008.

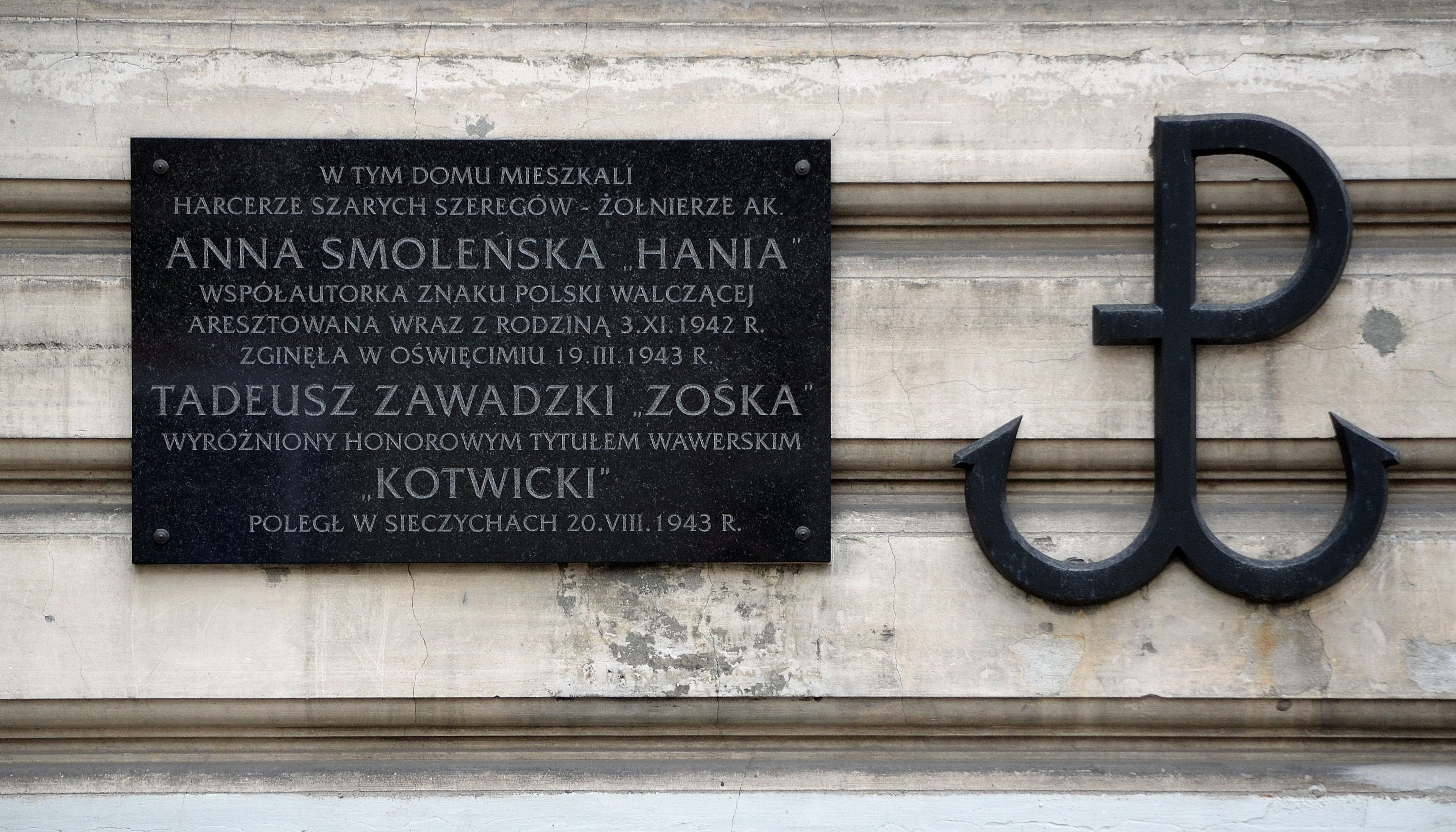
Targa commemorativa

Morì di tifo il 19 marzo 1943; prima di lei, tra il 12 gennaio e il 12 marzo erano morte la cognata, la madre e la sorella. Il padre, imprigionato diversi mesi a Pawiak e sottoposto a gravi torture, venne fucilato dalla Gestapo nelle rovine del ghetto il 7 maggio 1943. Sopravvisse solo il fratello Stanisław, che dopo la guerra tornò nella capitale, dove lavorò per la Radio polacca.

## Riconoscimenti
Nel 1998 è stata posta una targa commemorativa dedicata agli scout Anna Smoleńska e Tadeusz Zawadzki sulla parete laterale della "Casa dei professori" dell'Università di tecnologia di Varsavia, in via Koszykowa 75.